# Wincor Nixdorf
Wincor Nixdorf  fue una corporación alemana que actualmente es parte de Diebold, la compañía que ahora se llama Diebold Nixdorf proporciona hardware, software, y servicios para comercios y banca minorista. Wincor Nixdorf está involucrada principalmente en la venta, manufacturación, instalación y servicio de sistemas de transacciones automáticas (como cajeros automáticos), equipamiento para banca al detalle, terminales de loterías, terminales postales, y software y servicios para mercados globales financieros y comerciales.

## Historia
Fundada por Heinz Nixdorf, Nixdorf Computer AG fue constituida en 1952. En 1990 la compañía fue adquirida por Siemens AG y renombrada Siemens Nixdorf Informationssysteme. La compañía fue renfocada exclusivamente en sus productos actuales en 1998 y renombrada Siemens Nixdorf Retail and Banking Systems GmbH. Tras la compra de la misma el 1 de octubre de 1999 por Kohlberg Kravis Roberts y Goldman Sachs Capital Partners la compañía fue renombrada Wincor Nixdorf.  
La empresa fue puesta en el mercado público el 19 de mayo de 2004 mediante una exitosa OPV. El 8 de noviembre de 2006, el director ejecutivo Karl-Heinz Stiller anunció su dimisión del consejo de dirección. Eckard Heidloff fue elegido en su lugar.
El 15 de agosto de 2016 se fusionó con Diebold pasando a denominarse Diebold Nixdorf.